# The Lost Patrol Band
The Lost Patrol Band började som ett sidoprojekt av Dennis Lyxzén. The Lost Patrol växte senare till The Lost Patrol Band.

## Historia
Som ett sidoprojekt till The (International) Noise Conspiracy, släppte Dennis Lyxzén 1999 soloskivan Songs in the Key of Resistance under pseudonymen The Lost Patrol. Skivan karaktäriseras av politiska budskap och ett singer/songwriter-sound. Uppföljaren, Songs About Running Away, som kom 2003, har samma sound men istället för politik handlar texterna om olycklig kärlek. Detta eftersom Lyxzén led av relationsproblem under perioden. Inför tredje självbetitlade skivsläppet hade soloprojektet vuxit till ett fullt bemannat band. För att markera detta fick bandet namnet The Lost Patrol Band. 2006 släpptes de det fjärde albumet Automatic.
2008 bytte bandet namn till Invasionen; denna gång på grund av hot om stämning från det amerikanska bandet med samma namn som det tidigare.

## Diskografi

### Album
- 1999 – Songs in the Key of Resistance (Startracks)
- 2003 – Songs About Running Away (Burning Heart Records)
- 2005 – The Lost Patrol Band (Burning Heart Records, Ny Våg Records)
- 2006 – Automatic (Burning Heart Records, Ny Våg Records)

### EP
- 2011 – Automatic Kids (Sony)

### Singlar
- 2009 - The Lost Patrol (Her Magic Field Records)
- 2003 - Alright (Med Lisa Miskovsky) (Burning Heart Records

## Medlemmar
Dennis Lyxzén - sång, gitarr
Robert Hurula Pettersson - bas, gitarr, sång
Anders Stenberg - gitarr
André Sandström - trummor

### Tidigare medlemmar
Daniel Berglund - slagverk
Stefan Granberg - gitarr, bas
Jonas Lidström - orgel